# Occupazione russa della Galizia
L’occupazione russa della Galizia inizia nel luglio 1914 a seguito della battaglia di Galizia (durante la quale l'esercito zarista conquista questa provincia dell'Impero austro-ungarico) e dura fino a giugno 1915.
Durante questo periodo il territorio della Galizia – che era composto da circa 4,8 milioni di persone (il 65% di etnia ucraina ed il 22% di etnia polacca) – venne sottoposto ad una politica di russificazione.

## Il dominio russo
Poco dopo essere entrato in Galizia alla testa dell'esercito imperiale russo, il generale Brusilov proclamò che la regione, “sebbene sia una parte dell'Austria-Ungheria, è un territorio russo da tempo immemore, popolato, fra gli altri, dal popolo russo”. Anche il comandante in capo delle forze di occupazione russe, il granduca Nikolaj, poco dopo il suo arrivo cercò di fare leva su un sentimento di appartenenza nazionale, definendo le popolazioni galiziane come fratelli che per secoli avevano sofferto “sotto il giogo straniero”.
Coerentemente con queste premesse, il governatore generale della Galizia, Sergej Šeremetev, iniziò sin dal principio una politica di russificazione che proseguì anche dopo la sostituzione di Šeremetev con il conte Georgij Bobrinskij.

## Le politiche di russificazione
Già a partire dal settembre 1914, sotto la supervisione di Maria Lokjhvitskaya-Skalon (fondatrice di numerose istituzioni scolastiche a San Pietroburgo) in tutte le scuole della Galizia orientale venne introdotto l'insegnamento della lingua, cultura e storia russa.
Inoltre, il sinodo della Chiesa ortodossa russa, nominò l'arcivescovo di Volinia e Žytomyr a capo della chiesa galiziana con lo scopo di liquidare l'influenza della Chiesa greco-cattolica ucraina (alla quale aderiva la maggior parte della popolazione). Il metropolita Andrej Szeptycki venne arrestato ed esiliato in Russia. Ciò causò forti proteste da parte del Vaticano e degli Alleati costringendo lo zar Nicola II ad emanare un decreto che impediva la conversione forzata.
Nonostante ciò centinaia di preti cattolici ucraini vennero mandati in esilio in Russia e sostituiti con sacerdoti ortodossi.
La repressione derivante da queste politiche di russificazione colpirono in particolare le figure politiche e culturali che mantenevano un orientamento filo-ucraino. In migliaia vennero arrestati e deportati anche grazie alla collaborazione delle minoranze russofile.
Una delle popolazioni maggiormente discriminate fu quella di religione ebraica, in quanto considerata leale nei confronti dell'Austria-Ungheria. Le pubblicazioni della comunità ebraica vennero proibite e a partire dal febbraio 1915 agli ebrei fu fatto divieto di utilizzare la lingua yiddish.

## Conseguenze
La politica delle autorità russe in Galizia fu così dura da sollevare proteste persino presso la Duma ed il politico liberale Pavel Miljukov ne definì il comportamento uno “scandalo europeo”.
Quando nel giugno 1915 l'Austria-Ungheria riconquistò la Galizia la maggior parte delle popolazioni russofile, temendo ritorsioni, fuggì assieme all'esercito russo ottenendo dal governo zarista il conferimento della cittadinanza russa e in circa 25.000 vennero collocati a Rostov sul Don.